# سعد العفنان
سعد العفنان، مؤلف وكاتب صحافي سعودي من أهالي منطقة حائل. اشتهر بالتأليف في مجالات التاريخ والمجالات الثقافية المتنوعة.

## النشأة

### مولده
ولد سعد العفنان في الثاني من شوال عام 1358هـ في قرية النعّي بحائل، ونشأ وترعرع في قرية السبعان بحائل.

### تعليمه وثقافته
بدأ تعليمه في الكتّاب وكان القائم على أمره عثمان بن سالم الرزيني وتعلم على يديه حروف الهجاء وحفظ جزئين من القرآن الكريم. وفي عام 1379هـ التحق بالمدرسة السعودية بحائل، وهي أول مدرسة نظامية افتتحت في عهد الملك عبدالعزيز في إقليم نجد، وانقطع عن الدراسة ؛ لظروف العمل، ولكنه عاد وحصل على الشهادة الابتدائية عام1385هـ.
بدأ في التأليف والكتابة عندما بلغ الثامنة والأربعين من عمره بعد تعرضه لوعكة صحية، فكانت أول كتبه في مجال الأدب، ووصف تجربته بأنها ضعيفة ولكنها كانت فاتحة المزيد خاصة بعد
توجهه للكتابة البحثية، وكانت أولى مؤلفاته( جذور الإرهاب وأهدافه)، وقد لاقى الكتاب صدى كبيرًا، وانتشارًا واسعًا توج ببرقية شكر قدمت له من الملك فهد ومكافأة مالية. كما كان له إسهامات صحافية عدة في الصحف المحلية.

## الحياة العملية
تنقل بين عدة مدن بحثّا عن العمل، ورافق والده إلى الرياض في أول رحلة عمل له عام 1371هـ، وعمل في أحد الدكاكين التجاري، ثم انتقل إلى الخرج وعمل في الجيش السعودي، وانتقل إلى الظهران للعمل في شركة أرامكو، بعد ذلك عمل بوزارة الزراعة. وكان له نشاط تجاري وأعمال أخرى عند تنقله بين الخفجي والكويت، وبعد عودته منهما إلى الرياض اشتغل مخلصًا للمعاملات الرسمية في الجهات الحكومية، واشتغل في أعمال العمارة والبناء. 

## اهتمامه بالزراعة
بعد تنقلاته لطلب الرزق عاد إلى حائل، وعمل في الزراعة وابتكر فيها، ومن إسهاماته:
- في عام 1404هـ قام بتجربة زراعة البطاطس في فصل الخريف وكان من قبل لايزرع إلا في فصل الشتاء ونشر تجربته في مجلة تجارة حائل.
- في عام 1405هـ قام بتجربة زراعة القمح في فصل الصيف بعد أن كانت حكرًا على فصل الشتاء ونشر التجربة في مجلة تجارة حائل وتلقى برقية شكر على ذلك من الملك فهد.
- وفي عام 1406هـ انتدبه أمير منطقة حائل آانذاك مقرن بن عبدالعزيز لحضور الندوة العالمية الثانية للنخيل المقامة في جامعة الملك فيصل بالأحساء ممثلاً لمزارعي منطقة حائل.
- نشر مقالات شهرية في مجلة تجارة حائل بعنوان ( التقويم الزراعي لمنطقة حائل) وضح فيها التجارب الزراعية والطبيعة المناخية لمنطقة حائل.

## مؤلفاته
لاقت مؤلفات سعد العفنان انتشارًا واسعًاوقبولاً ملحوظًا، وحازت على إشادات وتقريضات من مسؤلين كثر وعلى رأسهم الملك فهد آل سعود، إلى جانب النقاد والكتّاب والقراء من مختلف أنحاء المملكة. ومن أهم مؤلفاته:
1. ملحمة العرب.
2. جذور الإرهاب وأهدافه.
3. الأحلام وتفسيرها.
4. النخيل في منطقة حائل.
5. التقويم الزراعي لمنطقة حائل.
6. (لاء) عربية للإرهاب.
7. سبيل السعادة.
8. حقيقة العرب.
9. بطولة نساء العرب.
10. حقيقة اليهود.
11. الكويت والحقائق.
12. عاصفة الصحراء.
13. في علم الأخلاق.
14. كيف اغتصبت فلسطين.
15. حقيقة السحر.
16. مسيرة المرأة العربية.
17. طبائع النخيل ومعاملاتها.
18. شايع بن مرداس.
19. حاتم الطائي.
20. الإسلام دين الفطرة.
21. أدبنا العربي ( جزئين).
22. ترياق السمر عند العرب.
23. المياه في المملكة العربية السعودية.
24. الوثبة الإدارية السعودية.
25. آداب البيت العربي.
26. الحكومة والحاكم في قوانين ابن خلدون.
27. غراس وناهضة (رواية).
28. اتفاق الأرواح.
29. حائل وعبقرية المكان(جزئين).
30. أعلام علماء حائل الشيخ صالح السالم.
31. أزمنة عبقرية العرب.
32. التجارة في منطقة حائل والذكرى المئوية لتأسيس المملكة.
33. حقيقة إسرائيل.
34. أدباؤنا الرواد الشيخ عبد الله بن خميس.
35. الإدارة في عهد الملك عبد العزيز.
36. الإصلاح الاجتماعي في عهد الملك عبد العزيز.
37. الخطط السياسية والعسكرية للملك عبد العزيز.
38. كفر كنعان (رواية).
39. حكايات أجا.
40. فلسطيننا الغالية.
41. مزايا مدينة الرياض.
42. زيد الخشيم.
43. الزراعة في المملكة العربية السعودية.
44. وقفات مع شارون في كتاب مذكراته.
45. بنت الرصافة (رواية).
46. أعلام علماء حائل الشيخ عبد الله بن بليهد.
47. المأزق الأمريكي في العراق.
48. الشاعر خلف أبو زويد.
49. معالم مدينة حائل وجمالها الطبيعي.
50. حياتي وثقافتي.[1]

## وفاته
توفي بعد معاناة طويلة مع مرض السرطان في اليوم الحادي عشر من ذي القعدة عام 1433هـ.

## وصلات خارجية
- سعد العفنان.. الإنسان العصامي والكاتب غير المتخصص.
- الأديب سعد العفنان إلى رحمة الله